# Dood van Richard Nieuwenhuizen
De dood van Richard Nieuwenhuizen was een geval van zinloos geweld in Almere in december 2012. De 41-jarige Nieuwenhuizen was op 2 december 2012 grensrechter bij de voetbalwedstrijd tussen SC Buitenboys B3 en SV Nieuw Sloten B1. Na de wedstrijd werd hij aangevallen en dodelijk verwond. Zes spelers van SV Nieuw Sloten en de vader van een speler zijn veroordeeld voor doodslag. Het overlijden van Nieuwenhuizen een dag later leidde breed tot verontwaardiging en was aanleiding voor veel discussie over grensoverschrijdend gedrag en geweld in het amateurvoetbal. Sindsdien dient het incident nationaal en internationaal als voorbeeld van de gevaren van geweld op en rond het voetbalveld.

## Aanval en dood
Nieuwenhuizen, een 41-jarige Almeerder, was al jarenlang vrijwilliger bij SC Buitenboys, de voetbalclub van Almere Buiten waar ook de oudste van zijn drie zoons als trainer actief was en de jongste in het B3-jeugdelftal speelde. Op 2 december 2012 was Nieuwenhuizen grensrechter bij de thuiswedstrijd van het team van zijn jongste zoon tegen SV Nieuw Sloten B1 uit Amsterdam Nieuw-West, een team dat eerder dat jaar al eens na misdragingen van het bestuur een gele kaart had gekregen en bij een volgend incident uit de competitie zou worden genomen.
Direct na afloop van de grimmig verlopen wedstrijd werd Nieuwenhuizen aangevallen en neergeslagen door diverse spelers van SV Nieuw Sloten, omdat Nieuwenhuizen partijdig zou hebben gevlagd. Door ingrijpen van omstanders kon Nieuwenhuizen aan zijn aanvallers ontkomen, maar die wisten hem opnieuw te tackelen, waarna hij tegen zijn hoofd, nek en rug geschopt en geslagen werd.
Na het incident sloeg Nieuwenhuizen medische hulp af. Na even thuis te zijn geweest keerde hij terug naar SC Buitenboys waar hij toeschouwer was bij een paar andere wedstrijden, totdat hij in elkaar zakte. Hij was nog aanspreekbaar, maar de aanwezige fysiotherapeut van de club vertrouwde de situatie niet en bestelde een ambulance. In het nabijgelegen Flevoziekenhuis verslechterde Nieuwenhuizens situatie snel en werd kort na middernacht besloten om Nieuwenhuizen over te brengen naar de afdeling neurochirurgie van het St. Antonius Ziekenhuis in Nieuwegein. Daar overleed Nieuwenhuizen op de avond van 3 december. Als doodsoorzaak werd vastgesteld dat de verwondingen aan zijn hoofd een infarct in een beschadigde wervelslagader hadden veroorzaakt.

## Rechtszaak en uitspraak
De rechtszaak tegen de daders begon op 29 mei 2013 in Lelystad. Op 17 juni 2013 werden zes jeugdspelers, die ten tijde van het incident 15 of 16 jaar oud waren, en de 50-jarige vader van een van de spelers, voor doodslag veroordeeld.
El-Hasan D., de vader, werd tot zes jaar gevangenisstraf veroordeeld; vijf van de jeugdspelers kregen de toenmalige maximumstraf van twee jaar jeugddetentie waarvan zes maanden voorwaardelijk opgelegd en een zesde speler, de zoon van de man, kreeg een jaar jeugddetentie waarvan twee maanden voorwaardelijk opgelegd. Een andere speler van 15 jaar werd van doodslag vrijgesproken maar kreeg wel 30 dagen jeugddetentie waarvan 17 dagen voorwaardelijk opgelegd voor de aanval op Nieuwenhuizen. Verder oordeelde de rechter dat de daders gezamenlijk een schadevergoeding van 58.000 euro moeten betalen. Hiervan is 25.000 euro "shock-schade" voor de jongste zoon, die getuige was van de doodslag. Met het overige bedrag worden de drie zonen van Nieuwenhuizen gecompenseerd. Elk kind heeft recht op onderhoud door hun ouders, wat hen volgens de rechter door de dood van hun vader deels is ontnomen.
Volgens de verdediging was de dood van Nieuwenhuizen op grond van een rapport door de Britse forensische patholoog Christopher Milroy te wijten aan de zeldzame genetische afwijking segmentale mediolytische arteriopathie (SMA), waardoor zijn halsslagader spontaan zou zijn gescheurd. Deskundigen van het Nederlands Forensisch Instituut en de Belgische patholoog Emile Beuls bestreden deze zichtwijze en constateerden dat het toegepaste geweld de rechtstreekse aanleiding voor de dood was.
In hoger beroep oordeelde het gerechtshof in Leeuwarden op 19 december 2013 dat de straf van een speler iets verlaagd moest worden, maar dat alle andere opgelegde straffen gehandhaafd bleven. In cassatie oordeelde de Hoge Raad dat het gerechtshof voldoende beargumenteerd heeft dat er bij Nieuwenhuizen vrijwel zeker geen sprake was van een andere doodsoorzaak dan de schoppen tegen hoofd en hals. Dit betekende dat de opgelegde straffen in stand bleven en dat de zaak niet heropend werd.
De tuchtcommissie van de Koninklijke Nederlandse Voetbalbond (KNVB) wachtte de beroepsprocedure af voordat de passende tuchtmiddelen afgewogen werden. Vanwege de ernst van het voorval besloot de tuchtcommissie dat de gebruikelijke juniorregeling, met een maximumstraf van 10 maanden, in dit geval ongepast zou zijn. Op 26 oktober 2015 werd het oordeel bekendgemaakt. De voor doodslag veroordeelde spelers werden per direct levenslang uit het lidmaatschap van de KNVB ontzet, met uitzondering van een speler die blijk van verantwoordelijkheid voor zijn daden had betoond en duidelijk spijt had betuigd. Deze werd voor 60 maanden geschorst (met ingang van 3 december 2012). De tuchtcommissie voegde eraan toe dat de excessieve overtredingen en het tragische gevolg daarvan, naast het onvoorstelbare leed dat aan de directe nabestaanden is berokkend, de samenleving ernstig hebben geschokt. Directeur amateurvoetbal van de KNVB Jan Dirk van der Zee lichtte daarover toe: "Dit tragische incident is voor altijd onderdeel van de geschiedenis van het Nederlandse voetbal."
Nadat El-Hasan D. wegens goed gedrag vervroegd werd vrijgelaten, waren in 2016 alle veroordeelden weer op vrije voeten.

## Publieke reactie

### Maatschappelijke context
Agressie van ouders langs de lijn bij jeugdvoetbalwedstrijden was al enige tijd een punt van zorg. Er werd onder meer aandacht aan besteed in het KRO-televisieprogramma Heibel langs de lijn, waarin ouders op verzoek van hun kinderen met opnamen van hun gedrag geconfronteerd worden. SIRE wijdde twee televisiecampagnes aan dit thema, in 2007 met de slogan "Geef kinderen hun spel terug" en vier jaar later in de campagne "Laat maandag tot en met vrijdag op zaterdag thuis", waarin de frustratie van ouders op hun werk met kindermishandeling in het weekend in verband wordt gebracht. Hierdoor was geweld rond het amateurvoetbal al regelmatig onderdeel van een maatschappelijk debat.
Een grote rol speelt ook de oververtegenwoordiging van Marokkaanse jongeren in geweld, criminaliteit, extremisme, en overlast binnen Nederland in het algemeen. De voetbalvereniging 'Nieuw Sloten' uit Amsterdam-West bestaat voor een groot gedeelte uit spelers met deze achtergrond. Dat juist spelers van deze vereniging de daders waren bij dit dodelijke geweldsincident bevestigde alle (voor)oordelen.
Een jaar voorafgaand aan de dood van Nieuwenhuizen vond er ook een incident met dodelijke afloop in het jeugdvoetbal plaats, toen een 77 jaar oude supporter die commentaar leverde op de borst werd getrapt door een speler van de tegenstander en een maand later daaraan bezweek. De rechter rekende de dader in dat geval zware mishandeling met de dood tot gevolg aan. Wel moest Sporting Noord, de voetbalclub waarvoor de speler uitkwam, door het negatieve imago en onder druk van de plaatselijke politiek haar deuren sluiten. De KNVB had inmiddels al een programma ingevoerd waardoor amateurclubs respect beter thematiseren kunnen, scheidsrechters aanvullende trainingen konden ontvangen en spelers die officials aanvallen strenger gestraft zouden worden. Verder beoordeelt een tuchtcommissie na elk weekend de voorgevallen incidenten. Twee weken voor het incident met Nieuwenhuizen had de KNVB een campagne gestart met de slogan "Hoe vaak piep jij?" om spelers van verbaal geweld op het voetbalveld bewust te maken.

### Reacties in de voetbalwereld en de media
Aanvankelijk verklaarde het bestuur van SC Buitenboys zich door de KNVB in de steek gelaten te voelen, maar al gauw nam de voetbalbond alsnog het heft in handen. Voor het eerst sinds de oliecrisis van 1973 werden alle 30.000 amateurwedstrijden in het weekend na de dood van Nieuwenhuizen afgelast. De wedstrijden in het betaald voetbal gingen door, maar er werd voorafgaand aan elke wedstrijd een minuut stilte gehouden en de spelers en arbiters droegen rouwbanden. Met de belangeloze medewerking van diverse partners en media publiceerde de voetbalbond tevens een paginagrote advertentie in verschillende landelijke dagbladen met de tekst Zonder respect geen voetbal, die als poster kon worden opgehangen. Veel clubs hingen borden op met de slogan. SV Nieuw Sloten royeerde per direct alle betrokken spelers, blies tijdelijk alle voetbalwedstrijden af en drie van de 41 teams besloten zich van SV Nieuw Sloten af te scheiden.
De dood van Nieuwenhuizen zorgde ook internationaal voor een schokgolf van verontwaardiging en werd uitgebreid door de internationale media verslagen. Voorafgaand aan de aftrap van het wereldkampioenschap voetbal voor clubs 2012 in het Nissanstadion in de Japanse stad Yokohama op 6 december 2012 en bij wedstrijden in onder meer Westfalen en België werd ter nagedachtenis aan Nieuwenhuizen een minuut stilte gehouden.
De Nederlandse journalist Maarten Bax onderzocht de gebeurtenis en de nasleep en schreef daarover het boek Wat een kutvoetbal, hè? Het turbulente jaar na de dood van grensrechter Richard Nieuwenhuizen, getiteld naar de vermeende laatste woorden van Nieuwenhuizen. De eerste druk werd op 16 oktober 2013 uitgebracht, maar omdat een advocaat dreigde een kort geding aan te spannen omdat de daders met naam en toenaam werden genoemd, werd het boek drie dagen later uit de handel genomen en verscheen eind oktober een gecensureerde tweede druk.
De dood van Nieuwenhuizen werd ook gezien als een recent geval van zinloos geweld. Rapper Lange Frans schreef extra strofen voor zijn lied "Zinloos" over Nieuwenhuizen en zijn belagers. De naamgevingscommissie van de gemeente Almere heeft Nieuwenhuizen opgenomen in de lijst van overleden Almeerders waarnaar straten en complexen kunnen worden vernoemd.

### Initiatieven van SC Buitenboys
SC Buitenboys hield op 9 december 2012 een stille tocht waarin 12.000 mensen meeliepen. De toenmalige burgemeester van Almere, Annemarie Jorritsma, verzocht mensen van buiten Almere om niet te komen, omdat de infrastructuur de verwachte tachtig tot honderdduizend mensen niet aan zou kunnen en voor de verkeersstromen zette de gemeente pendelbussen in. Voorafgaand aan de stille tocht waren er toespraken van Jorritsma, KNVB-voorzitter Michael van Praag, de schoonzus en de middelste zoon van Nieuwenhuizen. Het lied "Zo stil" van BLØF werd als themalied gespeeld. De tocht van drie kilometer begon op het terrein van Almere City FC en eindigde op het voetbalveld van SC Buitenboys waar Nieuwenhuizen dodelijk was mishandeld. Na de stille tocht zei Van Praag over de betekenis van de dood van Nieuwenhuizen voor het voetbal in Nederland: "Het kon weleens een kantelpunt zijn. Daarmee krijgen we Richard niet terug, daarmee is hij een soort martelaar geworden, maar ik hoop ook maar dat dat gebeurt." Een dag na de stille tocht werd onder grote belangstelling de uitvaart van Nieuwenhuizen gehouden. Achthonderd leden van SC Buitenboys vormden een erehaag op de oprit naar het crematorium, waar de crematie in besloten kring plaatsvond.
Op vrijdag 26 april 2013 werd door SC Buitenboys in het stadion van Almere City FC ten bate van de nabestaanden van Nieuwenhuizen een benefietwedstrijd tussen SC Buitenboys A1 en oud-internationals georganiseerd. Vele oud-internationals hadden hun medewerking toegezegd, onder wie Regi Blinker, Ronald en Frank de Boer, Giovanni van Bronckhorst, Pierre van Hooijdonk, Michel Kreek, Bart Latuheru, Roy Makaay, Oscar Moens, Michael Mols, André Ooijer, Marc Overmars, Patrick Paauwe, Martijn Reuser, Bryan Roy, John van 't Schip, Ben Wijnstekers, Aron Winter en Richard Witschge. Edwin van der Sar stond in het doel en Ronald Koeman en Sjaak Swart coachten. De jongste zoon van Nieuwenhuizen speelde met het A1-team mee. De oud-internationals wonnen met 8-1 en de wedstrijd leverde 55.536 euro op.
Bij SC Buitenboys werd een gedenkplaat onthuld, een jaar na het incident werd het voetbalveld waar Nieuwenhuizen dodelijk was mishandeld naar hem vernoemd en de slogan "Zonder respect geen voetbal" werd als een bindende regel opgenomen en staat ook op de shirts van de club afgebeeld.
In 2017 deed het gezin Nieuwenhuizen aangifte van verduistering tegen de bestuurders van voetbalvereniging Buitenboys. Volgens de aanklagers was 20.000 euro verdwenen. De familie liet de deurwaarder beslag leggen op de bankrekeningen en eigendommen van de club. In een kort geding werd vastgesteld dat voetbalvereniging Buitenboys 21.000 euro moest betalen aan de familie van het slachtoffer.

### Veranderingen in het amateurvoetbal
De KNVB heeft sinds de dood van Nieuwenhuizen zijn programma tegen excessen op en rond de amateurvelden uitgebreid. Er wordt scherper naar geweldsincidenten gekeken, waarin over het algemeen een daling in het aantal incidenten waargenomen wordt, maar met een duidelijke stijging van geweldsincidenten in de grote steden. Hier gelden de 485 excessen (zoals buitensporig geweld, bedreigingen en spugen) in het voetbalseizoen van 2011/2012, waarin Nieuwenhuizen stierf, als een ijkpunt en zet de KNVB zich in om het aantal incidenten verder terug te dringen.
Verder heeft de KNVB naar aanleiding van de dood van Nieuwenhuizen nieuwe maatregelen getroffen. Zo kunnen scheidsrechters een speler tot een tijdstraf van 10 minuten op de bank verordenen om af te koelen, kunnen geschorste spelers strafvermindering krijgen als ze een anti-agressietraining afronden en probeert de KNVB problemen bij clubs eerder te herkennen op basis van signalen zoals het aantal keren dat een wedstrijd met een specifiek elftal moest worden gestaakt. Eind 2016 is de KNVB begonnen om met clubs uit probleemcompetities om de tafel te gaan zitten en afspraken te maken, bijvoorbeeld om spelers die zich misdragen uit te wisselen en teamspelers te motiveren elkaar op hun gedrag aan te spreken. Ook voetbalclubs zelf proberen verschillende maatregelen uit. Zo zet SC Buitenboys toezichthouders in, die (dreigende) incidenten waarnemen en door praten een oplossing zoeken, wat effect lijkt te hebben.